# Arroyo del Humo
Arroyo del Humo är ett vattendrag i Chile.   Det ligger i regionen Región de Aisén, i den södra delen av landet, 1 400 km söder om huvudstaden Santiago de Chile.
Trakten runt Arroyo del Humo består i huvudsak av gräsmarker. Trakten runt Arroyo del Humo är nära nog obefolkad, med mindre än två invånare per kvadratkilometer.